# فاتال فيوري (لعبة فيديو 1991)
لعبة فاتال فيوري تعني الغضب القاتل (بالإنجليزية: Fatal Fury)‏، وتسمى فيما بعد "فاتال فيوري: كينغ أُوف فايترز"، بمعنى "الغضب القاتل: ملك المقاتلين"، وهي لعبة قتال طورتها ونشرتها إس إن كي. هذه اللعبة كانت الجزء الأول من سلسلة الغضب القاتل، عرضت على جهاز الأركيد عام 1991، وتمت إعادة إصدارها على عدة أجهزة الحاسوب، ومنها بلاي ستيشن 4 ونينتندو سويتش.

## أسلوب اللعب
تتبع طريقة اللعب في هذا الإصدار، الصيغة النموذجية لمعظم ألعاب القتال: تتنافس ضد خصمك في أفضل مباراتين من أصل ثلاث مباريات. تتكون عناصر التحكم في اللعب من الجويستيك ذات ثمانية اتجاهات وثلاثة أزرار للهجوم: اللكمة والركل والرمي. تتمتع كل من الشخصيات القابلة للعب بتقنيات خاصة يتم تنفيذها عن طريق إدخال أوامر محددة مع عصا التحكم والأزرار. يتم عرض أساليب الإدخال الخاصة بالحركات الخاصة لك أثناء سير اللعبة (بعد كل جولة إضافية)، بدلاً من تقديمها في بطاقة تعليمات في خزانة اللعبة.
بعد كل مباراة أخرى في بطولة اللاعب الفردي، ستشارك في لعبة صغيرة إضافية تتضمن مباراة مصارعة للأذرع ضد آلة. يجب عليك النقر على الزر A بسرعة للفوز بهذه الألعاب المصغرة.